# Interior de music-hall
Interior de music-hall és un dibuix (pastel i carbonet sobre paper) de 54 × 44,5 cm realitzat per Ricard Canals i Llambí cap a 1897-1899, el qual es troba al Museu Nacional d'Art de Catalunya.

## Context històric i artístic
Format a l'Escola de la Llotja, Canals inicià el seu itinerari artístic a Barcelona al costat d'Isidre Nonell, amb qui va formar part del grup d'artistes conegut amb el nom de la Colla del Safrà. Seguint el model dels seus predecessors modernistes, el 1897 Nonell i Canals van decidir traslladar-se a París, on van exposar diverses vegades. Des d'un punt de vista temàtic, l'obra d'aquest primer període d'activitat parisenca, i més concretament Interior de music-hall, acusa el conreu de nous motius hedonistes, alegres, centrats en l'interès per copsar l'atmosfera de la bohèmia parisenca, de les tipologies populars que habiten els cafès de la ciutat, sense derivar, però, cap a aspectes descriptius o anecdòtics. De fet, la representació d'aquests escenaris (la projecció d'una imatge estereotipada d'una ciutat ociosa) forma part de l'imaginari col·lectiu de tots els artistes que viuen i treballen en el context del París de la fi del segle xix.

## Descripció
És una composició que sap transmetre, de manera convincent, els sentiments i les sensacions viscuts pel seu autor alhora que palesa un resultat plàstic brillant. D'idèntica manera, són també destacables els efectes aconseguits de vivacitat i ritme visual que transmeten els dos protagonistes principals de la composició: un músic situat en primer terme i una ballarina que ocupa el centre de l'escenari, les formes dels quals són del tot imprecises i esvaïdes, de factura esbossada.